# Adonisea baueri
Adonisea baueri är en fjärilsart som beskrevs av Mc Elvare 1951. Adonisea baueri ingår i släktet Adonisea och familjen nattflyn. Inga underarter finns listade i Catalogue of Life.